# Drzycim
Drzycim è un comune rurale polacco del distretto di Świecie, nel voivodato della Cuiavia-Pomerania.
Ricopre una superficie di 107,92 km² e nel 2004 contava 5 075 abitanti.